# Konstfack
Konstfack (Zweeds voor kunstvak) is een Zweedse kunstacademie in Stockholm, opgericht in 1844.

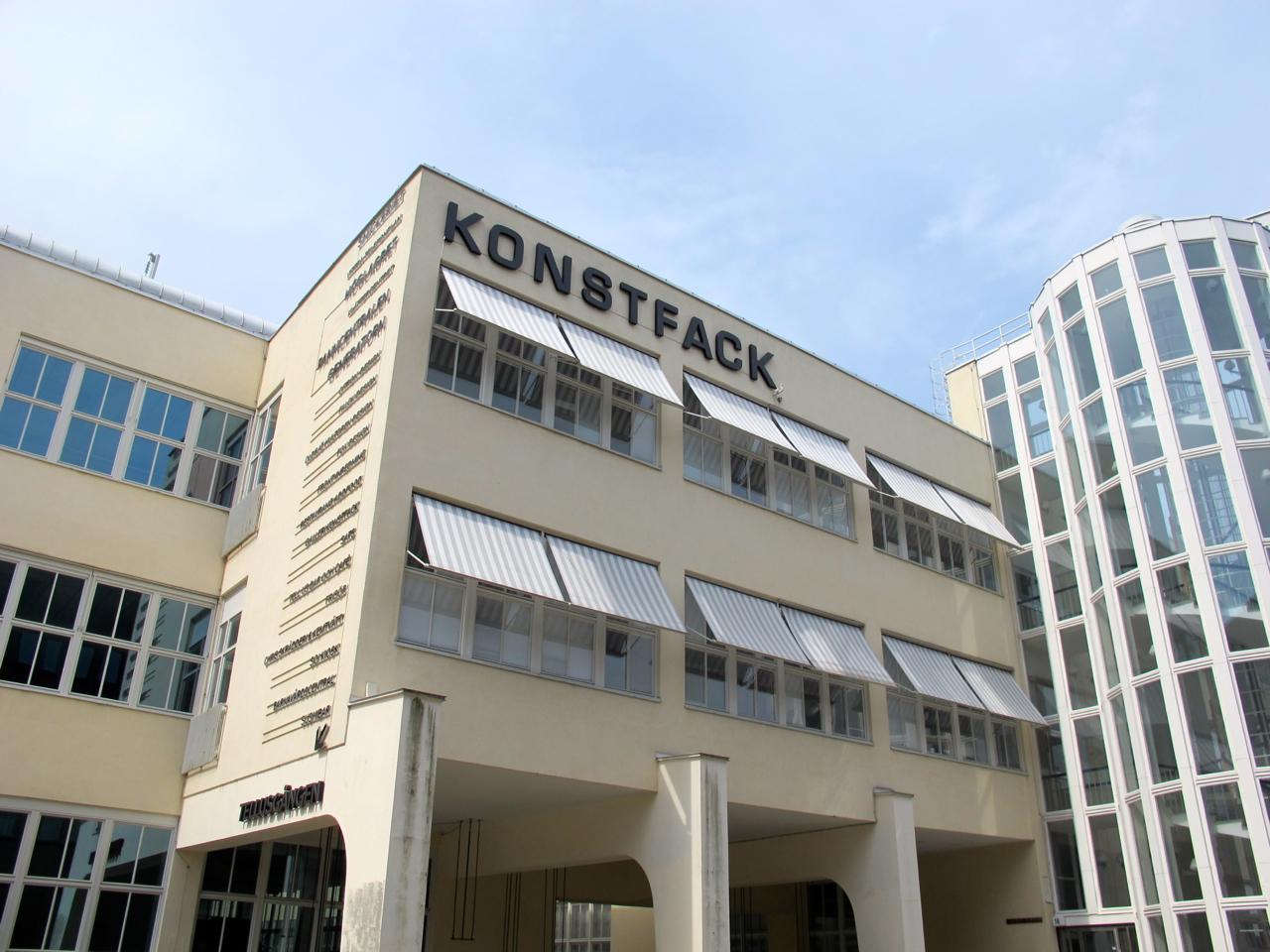
Konstfack

Konstfack is de grootste kunst- en designschool van Zweden. Sinds 2004 is de school gevestigd in het oude pand van het telecommunicatiebedrijf Ericsson aan Midsommarkransen in het zuiden van Stockholm. Het gebouw werd tussen 1935 en 1948 gebouwd als telefoonfabriek volgens plannen van T. Wennerholm. Het werd omgebouwd tot een kunst- en designschool met een oppervlakte van 20.300 m². Het geniet nu de bescherming van een architectonisch monument.

## Geschiedenis
- In 1844 startte kunstenaar en etnograaf Nils Månsson Mangelgren een Söndags-Rit-skola för Handtverkare (zondagse tekenschool voor ambachtslieden). Er waren negen verschillende transacties, waaronder: Tegelzetter en zijdewever.

- In 1845 werd de school overgedragen aan de nieuw opgerichte Svenska Slöjdföreningen (Zweedse Vereniging voor Ambachtelijke Kunsten) en kreeg de naam Svenska Slöjdföreningens skola.

- In 1857 werden de eerste twee vrouwelijke studenten toegelaten: Sofi Granberg en Matilda Andersson. Het jaar daarop waren alle vrouwelijke studenten welkom.

- In 1859 werd de school staatsbedrijf en veranderde de naam in Tekniska skolan (Technische School).

- In 1945 werd de Konstfackskolan (de kunstacademie) opgericht. De verschillende takken van het onderwijs waren decoratieve schilderkunst, beeldhouwkunst, keramiek, meubels, metaalbewerking, reclame en boekbinden.

- In 1959 werd het nieuwe schoolgebouw van architect Gösta Åberg ingehuldigd aan Vallhallavägen 191 in Stockholm. Nu hadden de studenten goed uitgeruste werkplaatsen.

- In 1978 werd de Konstfackskola uitgeroepen tot universiteit.

- In 1993 kreeg de universiteit haar huidige naam Konstfack.

- In 2004 betrok de universiteit het gerenoveerde fabriekspand van het bedrijf Ericsson aan Midsommarkransen.

## Opleidingen

### Bachelor opleidingen
- Grafisch ontwerp en illustratie
- Industrieel ontwerp
- Interieurarchitectuur en meubelontwerp
- Keramiek en glas
- Fine Art
- Sieraden en corpus
- Textiel

### Master opleidingen
- Ambacht (keramiek en glas / sieraden en corpus / textiel)
- Ontwerp ecologieën
- Fine Art
- Ruimtelijk ontwerp
- Visuele communicatie

## Bekende afgestudeerden (selectie)
- Oskar Andersson
- Lasse Åberg
- Gunilla Bandolin
- Torun Bülow-Hübe
- Ulrica Hydman Vallien
- Stig Lindberg
- Greta Magnusson
- Fredrik Mattson
- Anna Munthe-Norstedt
- Gudrun Sjödén
- Aina Cederblom

## Docenten
Dick Hoogendoorn